# Torymus advenus
Torymus advenus är en stekelart som först beskrevs av Osten-Sacken 1870. Torymus advenus ingår i släktet Torymus och familjen gallglanssteklar. Inga underarter finns listade i Catalogue of Life.